# Cláudio Filho
Claudio Lopes Selva Filho (Recife, 5 d'abril de 1980), més conegut com a Cacau, és un jugador d'hoquei sobre patins brasiler que juga de davanter al Hockey Breganze.

## Palmarés

### Hockey Bassano
- 1 Série A1/Lliga italiana: (2008/09)
- 1 Supercopa d'Italia: (2009/10)

### Benfica
- 1 Copa d'Europa: (2012/13)
- 1 Copa Continental: (2013)
- 1 Copa CERS: (2010/11)
- 1 Campionat Portugues: (2011/12)
- 2 Supercopes de Portugal: (2010/11, 2012/13)

### Hockey Breganze
- 1 Copa Italiana: (2014/15)

### Sporting
- 1 Supercopa de Portugal: (2015/16)